# Конхобар Уа Конхобайр
Конхобар Уа Конхобайр (ум. 1144) — король Дублина (1126—1127) и Миде (1143—1144), старший сын и наследник (танистри) верховного короля Ирландии и короля Коннахта Тойрделбаха мак Руайдри Уа Конхобайра (1088—1156).

## Биография
Конхобар был старшим сыном Тойрдлбаха Уа Конхобайра (1088—1156), короля Коннахта (1106—1156) и верховного короля Ирландии (1119—1156), который от разных жен имел более двадцати сыновей.
В 1126 году Тойрделбах Уа Конхобайр во главе армии захватил Дублин, где посадил на королевский престол своего старшего сына и наследника Конхобара.
В 1143 году Тойрделбах Уа Конхобайр, арестовав короля Миде Мурхада мак Домнайлла Уа Маэла Сехлайнна (1130—1143), передал престол этого королевства своему сыну Конхобару. Но в следующем 1144 году Конхобар был убит местным феодалом. Тойрделбах Уа Конхобайр разделил королевство Миде на две части. Западное Миде получил Доннхад мак Муйрхертах Уа Маэл Сехлайнн, а Восточное Миде было разделено между Тигернананом Мор O’Руайрком, королём Брейфне (1124—1172), и Диармайтом Мак Мурхадой, королём Лейнстера. В том же 1144 году королевство Миде прислало Тойрделбаху Уа Конхобайру 400 коров в качестве выкупа за убийство его сына Конхобара.
После смерти Конхобара (1144) наследником престола Коннахта стал его младший брат Руайдри Уа Конхобайр (ок. 1116—1198).
У Конхобара был единственный сын Брайн Майнех, который погиб в 1159 году во время войны Коннахта против Айлеха.